# Логрешти (Горж)
Логрешти (рум. Logreşti) насеље је у Румунији у округу Горж. Oпштина се налази на надморској висини од 311 m.

## Историја
Место је у другој половини 19. века било спахилук српског богаташа мајора Мише Анастасијевића. Та мошеја је априла 1885. године продавана на лицитацији, а информације о поседу ја давао Димитрије Германи.

## Становништво
Према подацима из 2002. године у насељу је живело 3039 становника, од којих су сви румунске националности.

### Хронологија
| Година       | 1992 | 1993 | 1994 | 1995 | 1996 | 1997 | 1998 | 1999 | 2000 | 2001 | 2002 | 2003 | 2004 | 2005 | 2006 | 2007 | 2008 | 2009 | 2010 | 2011 | 2012 | 2013 | 2014 | 2015 | 2016 | 2017 |
| ------------ | ---- | ---- | ---- | ---- | ---- | ---- | ---- | ---- | ---- | ---- | ---- | ---- | ---- | ---- | ---- | ---- | ---- | ---- | ---- | ---- | ---- | ---- | ---- | ---- | ---- | ---- |
| Становништво | 3305 | 3239 | 3146 | 3070 | 3028 | 3018 | 3006 | 3067 | 3089 | 3089 | 3040 | 3013 | 2994 | 2962 | 2930 | 2911 | 2849 | 2813 | 2777 | 2737 | 2725 | 2713 | 2680 | 2650 | 2664 | 2628 |